# Cefmetazolo
Il cefmetazolo è un composto chimico di formula {\displaystyle {\ce {C15H17N7O5S3}}} che in condizioni standard si presenta in forma solida.

## Storia
Il cefmetazolo è un farmaco a piccola molecola con una fase clinica massima IV per tutte le indicazioni, approvato per la prima volta nel 1989. Il composto non è più utilizzato negli Stati Uniti.

## Caratteristiche strutturali e fisiche
La molecola è costituita da una struttura cefemica sostituita in posizione 3 da un gruppo N(1)-metiltetrazol-5-iltiometile, in posizione 7α da un gruppo metossi e in posizione 7β da un gruppo cianometil-sulfamil-acetil-amminico.
| Strutturali                         | Strutturali                                                        |
| ----------------------------------- | ------------------------------------------------------------------ |
| N. di atomi pesanti                 | 30                                                                 |
| N. di donatori di legami a idrogeno | 2                                                                  |
| N. di donatori di legami a idrogeno | 12                                                                 |
| N. di legami ruotabili              | 9                                                                  |
| N. di atomi stereogenici            | 2                                                                  |
| Fisiche                             |                                                                    |
| Massa monisotopica                  | 471,045328759 u                                                    |
| Superficie polare                   | 239 Å²                                                             |
| Rifrattività                        | 124,57 m3/mol                                                      |
| Polarizzabilità                     | 44,5 Å3                                                            |
| Sezione d'urto                      | 208,8391411 Å2 [M-H]- 208,9456411 Å2 [M+H]+ 208,7253411 Å2 [M+Na]+ |
| Fisiologiche                        |                                                                    |
| Carica fisiologica                  | -1                                                                 |

## Farmacologia e tossicologia

### Farmacocinetica
| Biodisponibilità        | 80 - 90%              |
| Emivita                 | 1,50 ± 0,14 h         |
| Volume di distribuzione | 0,18 l/kg             |
| Legame proteico         | 65 - 85%              |
| Clearance               | 1,45 ml/min/kg        |
| Escrezione              | renale (85% immutata) |

### Farmacodinamica
Il cefmetazolo si lega alle proteine leganti la penicillina (PBP), transpeptidasi responsabili della reticolazione del peptidoglicano. Impedendo questa reticolazione, si perde l’integrità della parete cellulare e la sintesi della parete viene interrotta.

### Effetti del composto e usi clinici
È un antibiotico ad ampio spettro, appartenente alla classe delle cefalosporine semisintetiche di seconda generazione, attivo contro microrganismi sia Gram-positivi che Gram-negativi. Il composto è più attivo delle cefalosporine di prima generazione contro Proteus indolo-positivi, Serratia, bacilli anaerobi Gram-negativi - incluso B. fragilis - e alcune specie di E. coli, Klebsiella e P. mirabilis, ma è meno attivo rispetto alla cefoxitina o cefotetan contro la maggior parte dei bacilli Gram-negativi. Il cefmetazolo è attivo anche contro microrganismi produttori di β-lattamasi che sono resistenti alle cefalosporine di prima generazione o alle penicilline.
Il farmaco è stato studiato in ambito ginecologico, intra-addominale, nelle infezioni delle vie urinarie, dell’apparato respiratorio e della pelle e dei tessuti molli. Somministrato in fase preoperatoria, può ridurre la frequenza di infezioni in determinati interventi puliti-contaminati o potenzialmente contaminati, inclusi taglio cesareo, isterectomia addominale o vaginale, colecistectomia nei pazienti ad alto rischio e chirurgia colorettale.

### Controindicazioni ed effetti collaterali
Il cefmetazolo è controindicato nei pazienti con una storia di reazioni allergiche agli antibiotici cefalosporinici. Deve essere evitato nei soggetti che hanno avuto reazioni anafilattiche alle penicilline e deve essere usato con cautela nei pazienti con reazioni di ipersensibilità ritardata, come eruzione cutanea, febbre ed eosinofilia.